# Judi Dench
Judith Olivia Dench (født 9. december 1934), bedst kendt som Judi Dench, er en engelsk skuespillerinde. Hun vandt en Oscar for bedste kvindelige birolle i Shakespeare in Love i 1999 for sin rolle som dronning Elizabeth I. Hun blev siden nomineret til en Oscar for bedste kvindelige hovedrolle for filmen Notes on a Scandal ved den 79. Oscar-uddeling.[kilde mangler]
I 1988 blev hun tildelt "Most Excellent Order of the British Empire"  (DBE), den fineste britiske orden. I 2005 modtog hun Order of the Companions of Honour. I juni 2011 blev hun fellow ved British Film Institute.

## Udvalgt filmografi
- A Room with a View (1985).
- A Handful of Dust (1987).
- Henry V (1989).
- Mrs. Brown (1997; også kendt som Her Majesty, Mrs. Brown).
- Shakespeare in Love (1998).
- Te med Mussolini (1999).
- Chocolat (2000).
- Iris (2001).
- The Shipping News (2001)
- De Frygtløse: The Muuhvie (2004).
- The Chronicles of Riddick (2004).
- Ladies in Lavender. (2004).
- Stolthed og fordom (2005).
- Mrs. Henderson præsenterer (2005).
- Notes on a Scandal (2006).
- Jane Eyre (2011).
- The Best Exotic Marigold Hotel (2012).
- Philomena (2013).
- The Second Best Exotic Marigold Hotel (2015).
- Victoria & Abdul (2017).
- Cats (2019).

### James Bond
Siden 1995, hvor hun overtog rollen som M i James Bond-filmene, har Judy Dench været med i filmene:
- GoldenEye (1995).
- Tomorrow Never Dies (1997).
- The World Is Not Enough (1999).
- Die Another Day (2002).
- Casino Royale (2006).
- Quantum of Solace (2008).
- Skyfall (2012).